# اولین بوسمانس
اِوِلین بوسمانس (هلندی: Evelien Bosmans؛ زادهٔ ۹ نوامبر ۱۹۸۹) بازیگر اهل بلژیک است.
از فیلم‌ها یا برنامه‌های تلویزیونی که وی در آنها نقش داشته‌است می‌توان به مارینا اشاره کرد.